# Myrcia saliana
Myrcia saliana är en myrtenväxtart som beskrevs av Brother Alain. Myrcia saliana ingår i släktet Myrcia och familjen myrtenväxter. Inga underarter finns listade i Catalogue of Life.